# Browning M1917
Browning M1917 — американський крупнокаліберний станковий кулемет, розроблений відомим конструктором Джоном Мозесом Браунінгом у 1917 році. Цей надзвичайно вдалий кулемет (залишався в активному використанні до середини 1960-х) був прийнятий на озброєння армії США ще за часів Першої світової війни і використовувався аж до кінця В'єтнамської кампанії. Стояв на озброєнні близько двадцяти країн світу. Отримав продовження у вигляді моделі Browning M1919. Варіанти кулеметів системи Браунінга випускались за ліцензією фірми Colt деякими європейськими компаніями.

## Історія

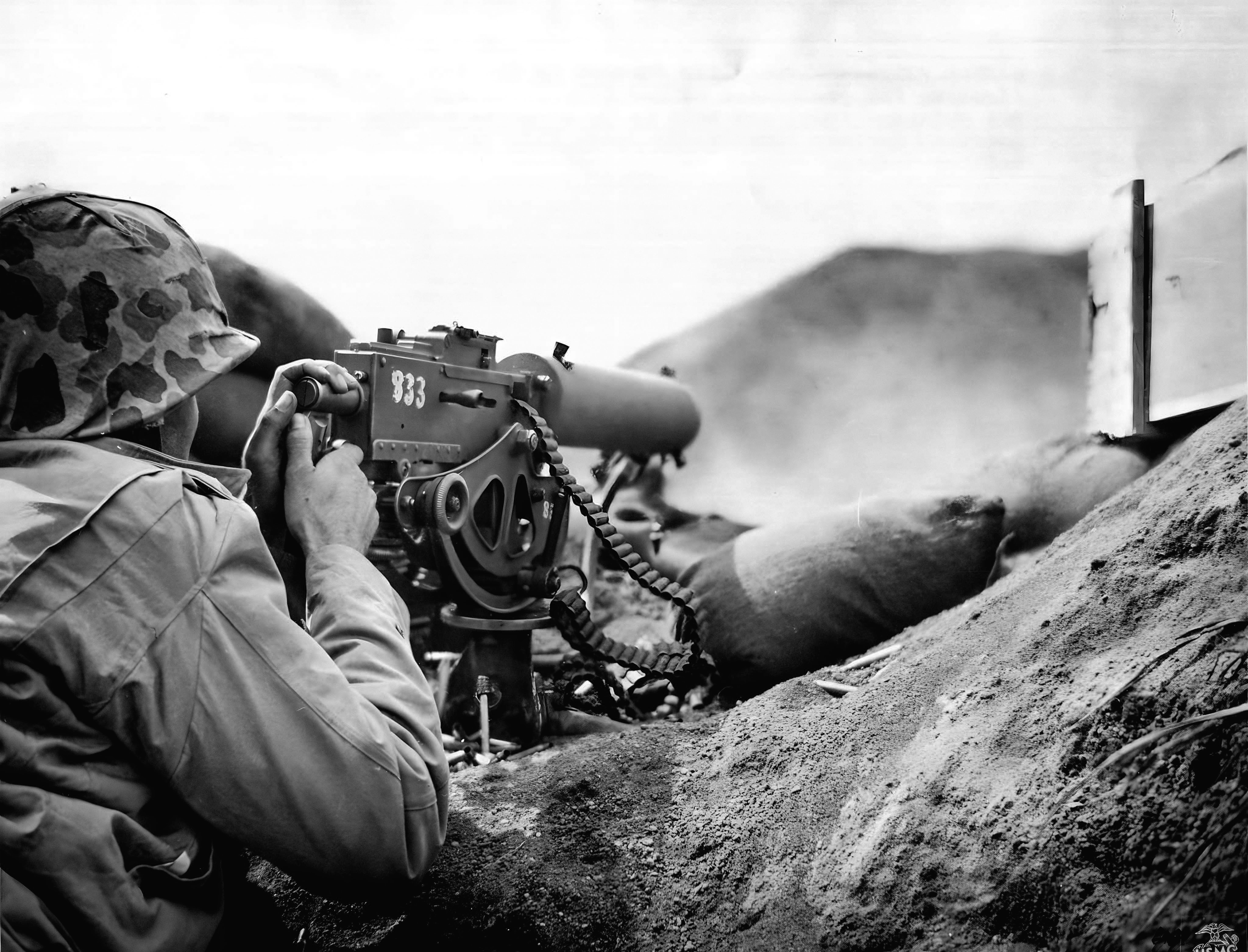
Американський десантник веде вогонь з M1917 під час битви за Іодзіму

У США проблема штатного кулемета виникла із вступом цієї країни в Першу світову війну. Її взявся вирішити іменитий збройовий інженер Джон Браунінг: у 1917 році він представив свій аналог кулемета Максима, що відрізнявся від оригіналу простотою конструкції. Уже найперший дослідний зразок кулемета Браунінга поставив рекорд — на випробуваннях за один захід витратив близько 20 тисяч патронів без єдиної затримки. Не дивно, що вже до кінця Першої світової випуск цих кулеметів, що отримав офіційне найменування M1917, пішов на тисячі. Уже наступного року Браунінг створює на базі свого M1917 авіаційний кулемет M1918 з повітряним охолодженням ствола, а ще через рік — танковий кулемет — M1919, також з повітряним охолодженням. На базі Browning M1919 компанія Colt випускає декілька модифікацій, які встановлювались на легкі станки, а також експортні зразки під різні калібри.
У 1936 році кулемет M1917, що був на той момент основним кулеметом для Армії США, зазнав незначних змін, які були спрямовані на збільшення його ресурсу, проте його головний недолік — надмірна маса (особливо разом з станком-триногою) — нікуди не подівся. Тому в 1940 році був оголошений конкурс на новий полегшений станковий кулемет для Армії США. Більшість конкурсантів пропонували варіанти на тему системи Браунінга, проте було й декілька оригінальних конструкцій. Не дивлячись на це, комісію не вдовольнив жоден із зразків, тому було вирішено прийняти варіант кулемета Browning M1919 у вигляді модифікації M1919A4 у комплекті з полегшеним станком-триногою M2. Саме кулемет M1919A4 був основним кулеметом під час війни в Кореї і В'єтнамі. Утім, попередні версії кулемета також використовувались доволі активно.
У 1941 році в США знову розпочався конкурс на легкий кулемет із стрічковим живленням. У конкурсі брала участь велика кількість різноманітних корпорацій і урядових арсеналів. Потрібно відзначити, що американські військові, як і їхні радянські колеги, вимагали занадто багато від «легкого кулемета», тому довелося задовольнитись полегшеною модифікацією уже існуючого. Результатом став Browning M1919A6, який був все одно занадто важкий як для ручної зброї. На цей час уже назріла проблема заміни наявного єдиного кулемета, оскільки, приміром, швидкість стрільби німецького MG-42 була у три рази вищою, але важив він набагато менше.

## Конструкція

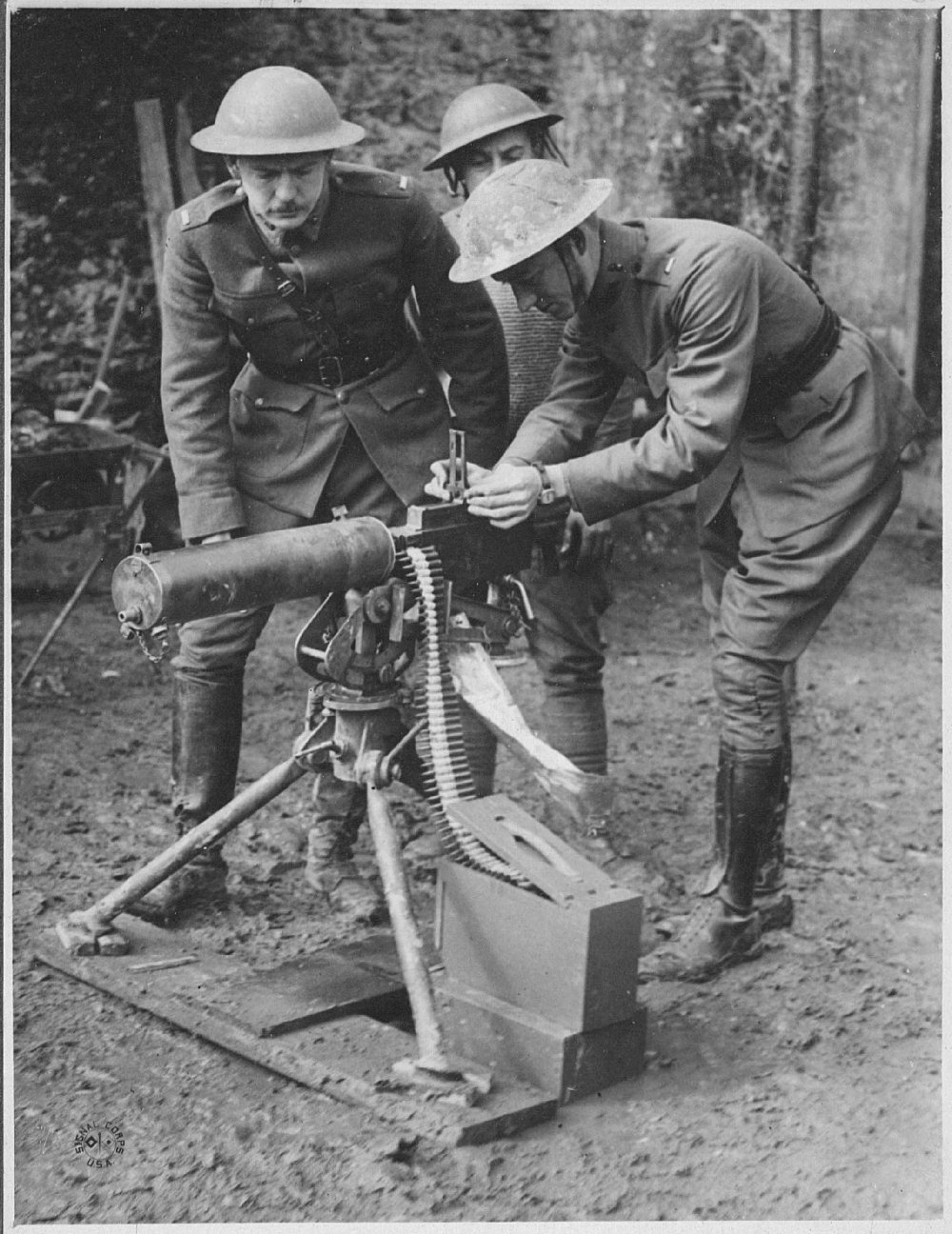
Вал — син Джона Браунінга — демонструє кулемет

Кулемет M1917A1 — автоматична зброя з водяним охолодженням ствола. Автоматика кулемета працювала за рахунок використання енергії віддачі з коротким  ходом ствола. Замикання каналу ствола здійснювалося спеціальним клином, який, коли переміщувався в вертикальній площині і в піднятому стані входив у виріз в тілі затвора, жорстко зчіплював затвор і хвостовик ствола. Після короткого відкоту замикаючий клин опускався, звільняючи затвор, після чого, за допомогою важеля прискорювача відкоту, енергія відкоту ствола передавалася затвору. Вогонь вівся із закритого ствола.
Живлення здійснювалось із стрічки на 250 патронів (потім з'явились варіанти на 100 набоїв). Із стрічки патрон витягувався за допомогою захвата-подавача при русі затвора назад, після чого набій зачіплявся за Т-подібний виріз на дзеркалі затвора і досилався в ствол. Викид стріляних гільз здійснювався вниз через виріз у дні ствольної коробки. Елементи управління вогнем включали в себе пістолетне руків'я на потиличнику ствольної коробки і спусковий гачок. Кріпився кулемет на спеціальний станок-триногу. Люлька станка мала механізми наведення по куту місцевості і горизонту.
Кулемет M1919A4 конструктивно практично не відрізнявся від M1917A1. Основною відмінністю було використання масивного ствола повітряного охолодження, укладеного в перфорований кожух. Швидкої заміни ствола в бойових умовах не передбачалося, оскільки після кожної зміни ствол кулемета потребував регулювання зазору між казенником і дзеркалом затвора. Крім того, кулемет отримав новий низькопрофільний верстат M2, що мав спрощені (в порівнянні з верстатом M1917) механізми наведення і значно меншу вагу. Кулемет M1919A6 відрізнявся від M1919A4 легшим стволом меншого діаметру, а також наявністю масивних знімних доладних сошок на кожусі ствола і знімного прикладу, який кріпився до пістолетного руків'я позаду ствольної коробки.

## Модифікації
- Browning M1917 — перша модель. Більш як 68 000 таких кулеметів було випущено лише до кінця Першої світової війни.
- Browning M1917A1 — модель 1936 року, у яку були внесені незначні зміни, які підвищували ресурс зброї: посилена ствольна коробка і допрацьована система подачі патронів із стрічки. Цілик і мушка отримали нові насічення; новий станок-тринога дозволяв вести вогонь по повітряним цілям.
- Ksp m/14-29 і Ksp m/36 — офіційні шведські копії під набої 6,5×55 мм і 8×63 мм відповідно. В основному використовувались як зенітні кулемети.
- Ckm wz.30 — неліцензована польська копія під патрон 7,92×57 мм Mauser. Було випущено близько 8 тисяч штук на заводі Państwowa Fabryka Karabinów.
- Type 30 — неліцензована китайська копія під патрон 7,92×57 мм Mauser.

## Оператори
| - США — штатний кулемет на озброєнні Армії США. У 1957 році був замінений кулеметом M60. Продовжував службу в резерві Національної гвардії до 1970-х років. - Австралія — прийнятий на озброєння. - Бельгія — прийнятий на озброєння. - Бразилія — прийнятий на озброєння. - Республіка Китай — локальне виробництво неліцензованих копій під найменуванням Type 30. - Демократична Республіка Конго — прийнятий на озброєння (в основному те, що залишилось від бельгійських арсеналів). - Домініканська Республіка — прийнятий на озброєння. - Індонезія — прийнятий на озброєння. - Південна Корея — прийнятий на озброєння. - Малайзія — трофейні/прийнятий на озброєння. | - Норвегія — прийняти на озброєння під найменуванням M/29. - Філіппіни — прийнятий на озброєння. - Польща — локальний неліцензований випуск в 1930—1939 роках під найменуванням Ckm wz.30. - Швеція — ліцензований випуск під найменуванням Ksp m/14-29 і Ksp m/36. Знаходились на озброєнні з 1929 по 1995 рік. - Таїланд — прийнятий на озброєння. - Велика Британія — після початку Другої світової війни певна кількість кулеметів була поставлена урядом США за програмою ленд-лізу. - Третій Райх — трофейні зразки. - Аргентина — прийнятий на озброєння. - В'єтнам — трофейні зразки. - Південний В'єтнам — постачались як допомога урядом США. |